# Genola
Genola là một đô thị tại tỉnh Cuneo trong vùng Piedmont của Italia, vị trí cách khoảng 50 km về phía nam của Torino và khoảng 25 km về phía đông bắc của Cuneo. Tại thời điểm ngày 31 tháng 12 năm 2004, đô thị này có dân số 2.380 người và diện tích 13,7 km².
Genola giáp các đô thị: Fossano và Savigliano.